# アウディ・クワトロ
クワトロ (Quattro、クアトロとも）は、ドイツの自動車メーカー、アウディが1980年から1991年まで製造したクーペ型乗用車である。

## 概要

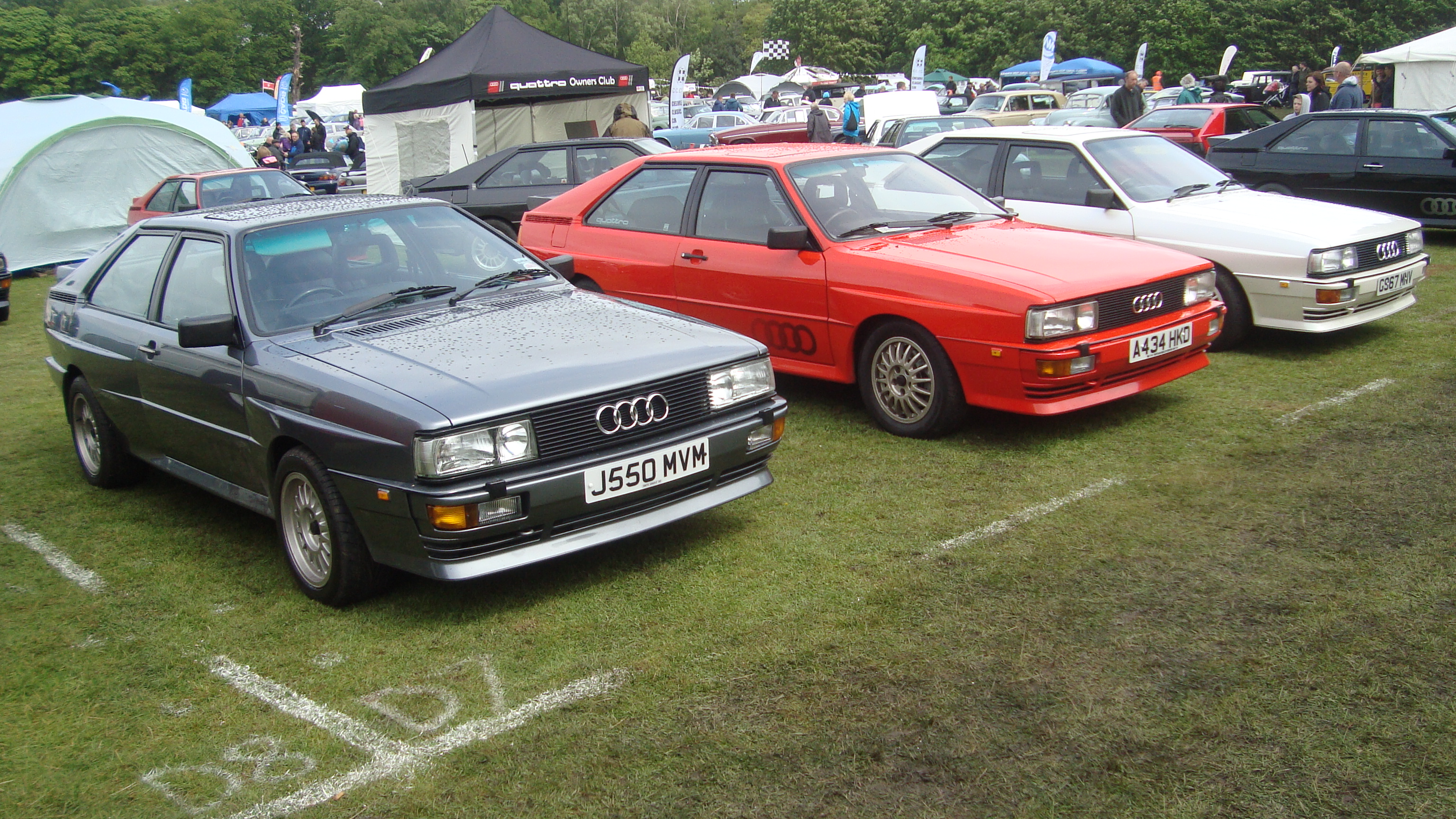
複数台のクワトロ

ポルシェからフェルディナント・ピエヒを技術担当責任者に迎え入れて設計された最初のモデルであり、1980年3月のジュネーヴ・モーターショーで発表された。
車名は単に「クワトロ」であるが、後にアウディにおける四輪駆動システム名または四輪駆動車自体を指す語として語義が広がったことにより、混乱を避けるため「Ur-クワトロ」（ウア・クワトロ）という呼び方も一般化しているほか、アウディジャパンでは「オリジナルクワトロ」と併記されている。日本では輸入開始がアウディ・80クワトロと同時期であったため、兄貴分として「ビッグクワトロ」と呼ばれることもある。
それまでの四輪駆動は悪路走破を目的としたパートタイム式が一般的であった中で、悪路に限らず幅広い路面状況下でハイパワーを確実に路面に伝える目的でセンターデフを内蔵したフルタイム式4WDの「クワトロ」システムを採用したことが特筆される。クワトロの成功以降、高性能4WDスポーツカーが多数発売されるようになり、自動車業界全体に大きな影響を与えた存在となった。
ボディフレームは80（B2）のフロアパンを流用したクーペと共用するが、フロントサスペンションはメンバーから異なる200（C2）用であり、リアサスペンションに至ってはクーペのトーションビーム式に対し、200の前輪用を前後逆に用いたストラット式に改められている。前後ともLアームのコイルスプリングでスタビライザーを備えている。ブレーキもクーペが前輪がディスク、後輪がドラムに対して、クワトロは前輪がベンチレーテッドディスク、後輪がディスクになっている。アウターパネルは幅の広いタイヤと拡大されたトレッドに対応しブリスターフェンダーとされ、大型の前後アンダースカートとサイドスカートを装備していた。リアスポイラーはクーペとデザインこそ共通だが大型化されていた。

### 市販車
1980年11月、ヨーロッパで発売された。当初は200から流用したボアφ79.5 mm×ストローク86.4 mmの直列5気筒で2,144 cc 10バルブSOHCエンジンをインタークーラーを備えたターボチャージャーで過給し、出力200 PS（147 kW）@ 5,500 rpm、29.1 kgf·m @ 3,500 rpmを発生。最高速度は222 km/h。日本仕様のスペックは160 PS @ 5,500 rpm、23.5 kgf·m @ 3,000 rpm。
1983年、内外装のマイナーチェンジによりシリーズ2となった。外装で眼につくのは片側2灯分離していたヘッドライトの一体化と、色つきクリアレンズだったテールライトのスモークカバード化である。
北米市場での販売は、1983年モデルイヤーに並行して製造された旧年モデル（ヨーロッパ仕様の1983年モデルのマイナーチェンジを省いたもの）で始まった。北米仕様のエンジンは2,144 cc（コード"WX"）で、ECUやターボチャージャーの過給圧など細かい仕様が変更され、最高出力は172 PS（127 kW）に低下した。
1985年、内外装をマイナーチェンジ。
1986年、北米での販売を終了。アメリカ合衆国での販売累計は664台であった。
1987年、排気量を2,224 ccに拡大し、最高出力200 PSを維持しながら低回転域のトルクを向上した。
1988年、内装をマイナーチェンジ。
1989年、エンジンが20バルブDOHC化され、最高出力が220 PS（162 kW）に向上した。
1991年、製造終了。総生産台数は11,452台。

### WRC参戦
WRC（世界ラリー選手権）では開幕初年度となる1973年のアメリカ戦のジープ・ワゴニアの優勝以来、四輪駆動車の参戦は禁止されていたが、アウディはFIA（国際自動車連盟）に働きかけて四輪駆動車を解禁させた。
1980年、アウディはスポーツ部門のアウディ・スポーツ（独: Audi Sport）を設立、5気筒ターボのエンジンは310PS、42.0kg·mまでチューンされ、1981年から世界ラリー選手権（WRC）のグループ4に参戦した。
4WDのラリーカーは構造が複雑で重量が嵩むだけだと性能を疑問視する批評もあったが、初戦のモンテカルロ・ラリーではハンヌ・ミッコラが2位以下を6本のSSで6分以上離すという圧倒的な速さで独走。最終的にはリタイアを喫するも、その戦闘力を見せつけた。第2戦のスウェディッシュ・ラリーで初優勝を飾り、第8戦サンレモ・ラリーではミシェル・ムートンが1981年WRC史上初の女性優勝者となった。この他最終戦のRACラリーでもハンヌ・ミッコラが独走で優勝している。
1982年はスティグ・ブロンクビストを陣営に加え、ムートンがポルトガル、アクロポリス、ブラジルで勝利、ミッコラが1000湖とRACで勝利、ブロンクビストがスウェディッシュとサンレモで勝利し、メイクスタイトルを獲得した。この年3月のポルトガルラリーから状況により全アルミニウム製で15 kgあまり軽量化した330 PSエンジンを使用している。
1983年第1戦モンテカルロよりグループB規定に適合させた「クワトロA1」を投入。5月の第5戦ツール・ド・コルスより「クワトロA2」として改修モデルを投入。最低重量制限の変更を狙い5気筒ターボの排気量を2,110 ccに縮小しつつ出力を340 PSに向上した。ミッコラがアルゼンチンと1000湖、ブロンクビストがRACを3勝してミッコラがドライバーズタイトルを取得した。
クワトロは史上初めて四輪駆動車としてタイトルを獲得したラリーカーとなり、その後のラリーカーの方向を決定づけた。
- Gr.4、1981年
- A2、1983年
- A2、ヴァルター・ロール、1984年ポルトガル

## スポーツクワトロ
WRCでの優位を保つため1983年9月に発表され、グループBのホモロゲーションを取得するため214台が販売された。日本には1台のみ正規輸入されたが、並行輸入された個体を日産自動車が所有しており、苗場でテストを行ったことがあると渡邉衡三は後年証言している。
エンジン排気量はUr-クワトロよりやや小さい2,133 ccの20バルブDOHCだが、最高出力300 hp @ 6,700 rpm、最大トルク35.7 kgf·m @ 3,700 rpmを発生。ボディアウターパネルの多くは樹脂とケブラー繊維の複合材で、ホイールもフェンダーも幅が広く（ホイールは9インチ幅）、ターボ装着による熱量増大に対応するため冷却用オイルクーラーがリアスポイラー下に2つ装備される。フロントガラスは高い視認性を求めるアウディスポーツ・ラリーチームのドライバーの要求に従いアウディ・80より傾斜が立ち上がっており、ホイールベースはUr-クワトロと比較して−320 mmと大きく短縮するため、シートは1列化して定員2名となった。ディファレンシャルギアはUr-クワトロに引き続き3デフ構成で、センターおよびリアはドライバーの操作でデフロックが可能。
1984年の世界ラリー選手権では第9戦1000湖ラリーから競技用のエボリューションモデルが投入された。翌年投入される後継のエボリューションモデルが「クワトロS1 E2」と表されることから、逆算で「クワトロS1 E1」と表されることもある。軽量化でよりスピードがあったにもかかわらずクワトロA2よりもハンドリング面で不利となっていたこともあって、スポーツクワトロが投入されたのちも先代のクワトロA2も併用され、WRCでの優勝は1984年のラリー・コートジボワールでの1勝に留まった。
| スポーツクワトロのエンジンルーム |  | ハンヌ・ミッコラの駆ったスポーツクワトロ Gr.B（1985年後半仕様） |
| スポーツクワトロのエンジンルーム |  | ハンヌ・ミッコラの駆ったスポーツクワトロ Gr.B（1985年後半仕様） |

## スポーツクワトロS1
スポーツクワトロの後継車で、リアフェンダーのエアインレット拡大及びリアスポイラー下のオイルクーラーのアウトレットをリアバンパー上まで拡大し、フルカウリング化したバージョンである。1985年の世界ラリー選手権第8戦ラリー・アルゼンチンから実戦投入された。
名称のS1は正式にはスポーツクワトロのグループB公認後直ちに製作された競技用エボリューションモデル20台の公認名称であり、当モデルはその第2進化モデル20台の「エボリューション2」であることから、正確にはS1-E2である。
新たにアンチラグシステムを装備し、1985年から1986年のラリー仕様で476 - 550 PS、1987年のパイクスピーク・インターナショナル・ヒルクライムでは公称600馬力を発揮。シフトノブにクラッチセンサーがあるセミATを装備し、1985年のサンレモ・ラリーで前年のタイトル争いで恵まれなかったヴァルター・ロールが念願の初優勝を飾る。
しかし、同時期に登場したプジョー・205ターボ16等をはじめとする当時のライバルがミッドシップ4WDを採用したのに対し、フロントエンジン車であるクワトロは、ラジエーターを車体後端へ埋め込み移設する等の緩和策は投じられたものの、センターデフも取り外されている関係上、重量バランスやハンドリング面で劣っており、その後は目立った成績を残すことはできなかった。
同時期WRC仕様車をベースにヒルクライム仕様に改造され、1985年のパイクスピーク・インターナショナル・ヒルクライムにミシェル・ムートンのドライブで参戦・優勝し、当時の新記録も樹立した。1986年はこの大会の常連であるボビー・アンサーが駆り、1987年にもヴァルター・ロールが駆り優勝、記録更新している。
| ミシェル・ムートンが2006年のグッドウッド・フェスティバルでドライブしたスポーツクワトロ（1985年パイクスピーク仕様） |  | ヴァルター・ロールが2005年のパイクスピークでドライブしたスポーツクワトロS1（1987年仕様） |
| ミシェル・ムートンが2006年のグッドウッド・フェスティバルでドライブしたスポーツクワトロ（1985年パイクスピーク仕様） |  | ヴァルター・ロールが2005年のパイクスピークでドライブしたスポーツクワトロS1（1987年仕様） |

## スポーツクワトロRS002

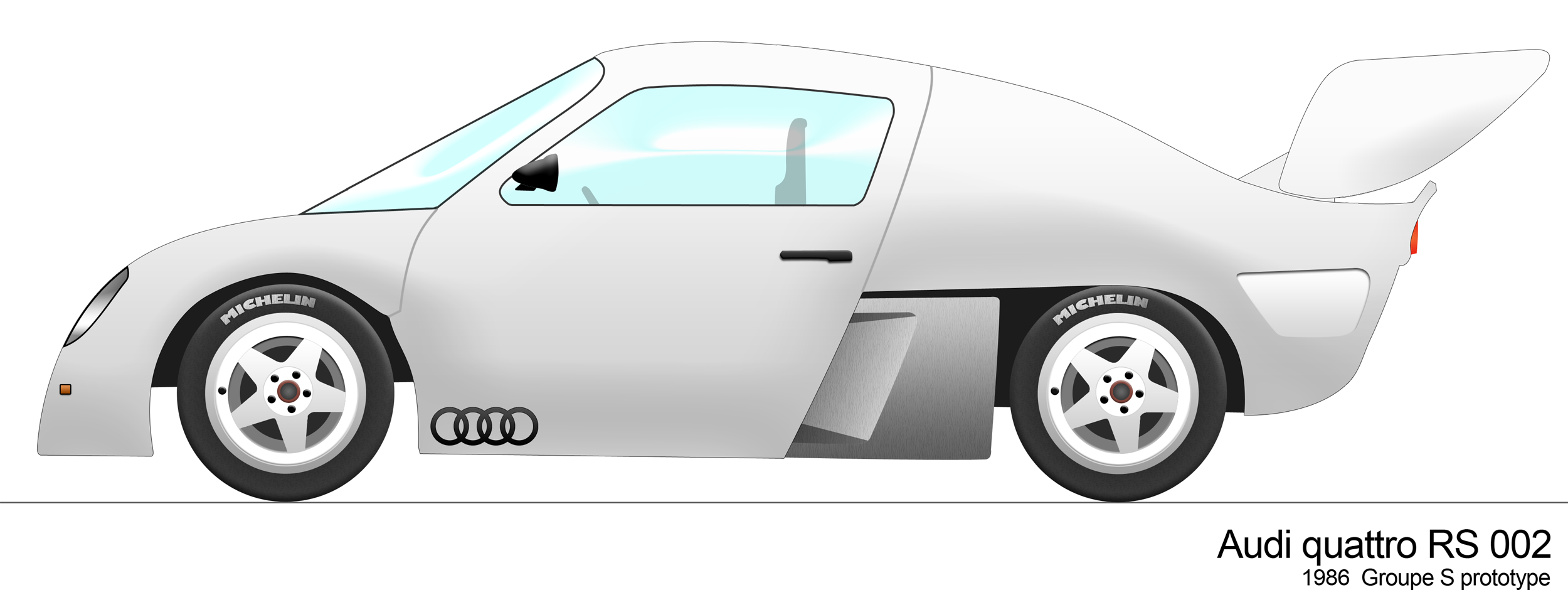
RS002イメージイラスト

フロントエンジン車のクワトロは、前述の通り競合他社のミッドシップ4WD車の戦力を前にそれまで築いてきた優位性が失われつつあった。そこでアウディはさらなる優位性を保つため、1985年、グループBをさらに先鋭化させた「グループS」の立ち上げが決定されると同時に、グループS用車両として『RS002』を開発した。RS002と並行して、スポーツクワトロS1の発展版であるグループB用『ミッドシップクワトロ(RS001)』の開発にも着手した。
両車ともにエンジンはスポーツクワトロS1と同型の5気筒エンジンをミッドシップに搭載、RS002のエンジンは700馬力にまで引き上げられている。トランスミッションは先代とは異なりHパターンを採用。炭素繊維を主体としたシャシーでのパッケージングとなる。実際に試作車が何台か製作され、パッケージング思想が同様であるミッドシップのハンドリングテストをヴァルター・ロールの協力のもとドイツ国内で行い、まずまずの感触を掴んでいたが、1986年の第5戦ツール・ド・コルスでのヘンリ・トイヴォネンらの事故死をきっかけにグループBの廃止が急遽決定されると、同時にグループS構想も実現することなく消滅した。
開発途上であったRS002およびRS001でのWRC参戦は実現せず、第4戦サファリまではスポーツクワトロS1で積極的に参戦していたが、以降のWRCへのエントリーは消極的となっていった。
その後、1987年のグループAによる200クワトロでの参戦を最後にアウディはWRCから撤退。これ以降、「クワトロショック」と呼ばれるほどに至ったグループ4 - グループB全盛期まで続いたアウディシュポルトファクトリーチーム（アウディのワークス・チーム）によるWRC参戦は、現在に至るまで行われていない。
また、RS001は全車廃車とされ現存しないものの、グループS構想の発足でその存在が知られるようになったRS002は現在、ナンバープレートの付いた個体がドイツのジンスハイム自動車技術博物館およびアウディ・ミュージアムに保存、展示されている。

## ダカール・ラリー

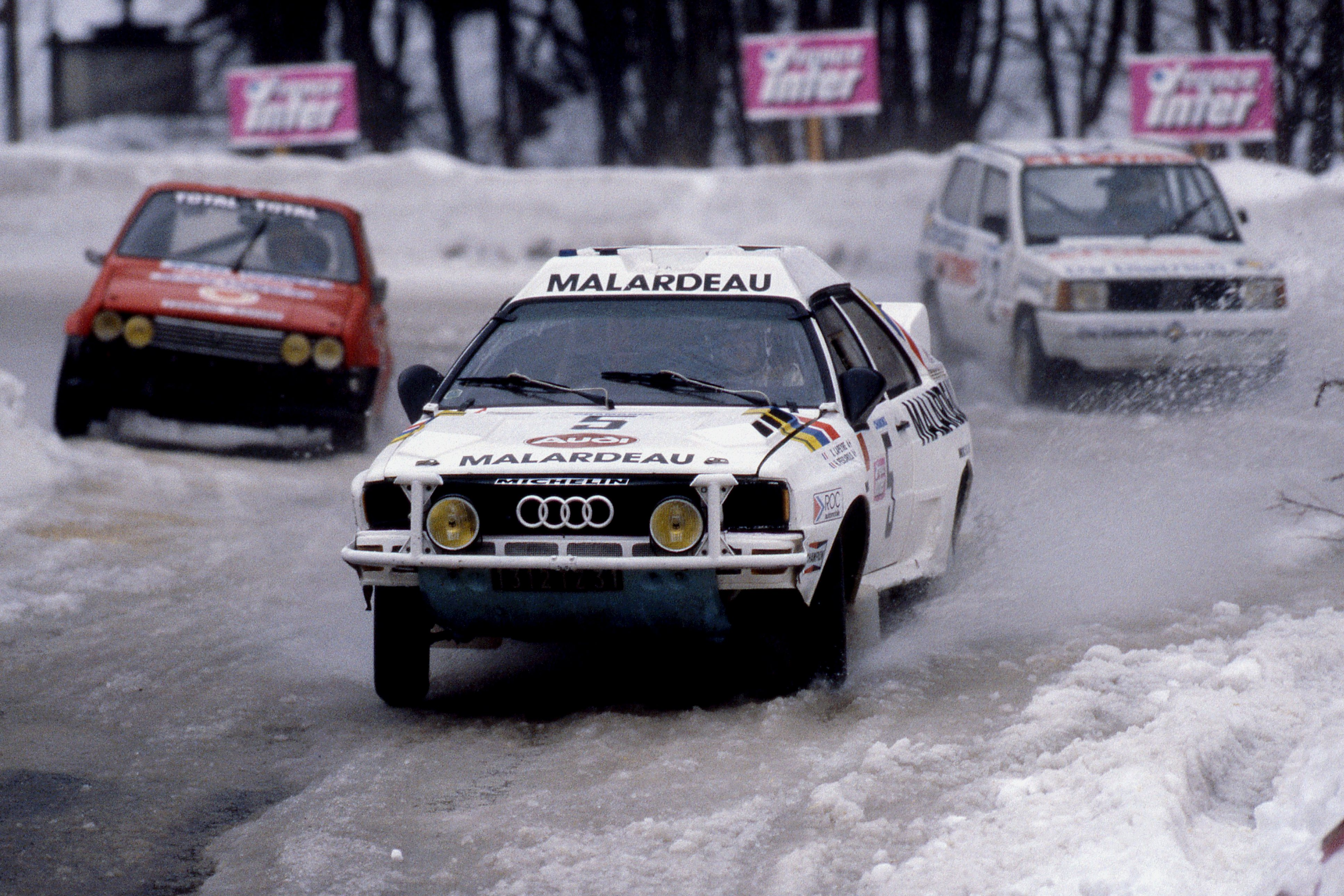
アンリ・ペスカロロが氷上耐久レースでドライブするROCクワトロ。ダカール用に屋根が高く改造されている。

ダカール・ラリーにおいてドイツ車全盛期であった1985年、フォルクスワーゲン/アウディの輸入代理店であるセッショネアVAG（VAGフランス）により3台のクワトロがエントリーした。マシンはフレッド・スタドラー率いるフランスのROCコンペティションが開発を担った。5気筒エンジンは本来の400馬力から燃料消費を抑えるためにで330馬力に落とされ、ミシュランTRXタイヤを装着。最高時速は210km/hに達した。欧州ラリー選手権（ERC）王者のベルナール・ダルニッシュがプロローグで勝利してラリーリーダーとなり、その後も2度のステージ勝利を挙げたが、ギアボックストラブルの末にマシンが炎上してしまった。最終順位はグザビエ・ラペレの17位が最上位だった。
イタリア人で後に20回の参戦歴を得ることになるジェントルマンレーサーのフランコ・デ・パオリは、当時覇権を失っていたランドローバー・レンジローバーは軽量なボディがあれば復権できると考え、1983年〜1985年にプロトタイプのローバー3500を開発し参戦した。そして1986〜1987年にローバーのV8エンジンやシャシーを流用して外観をクワトロにしたマシンを開発して投入したが、完走できずに終えている。